# Hans Fredrik Dahl

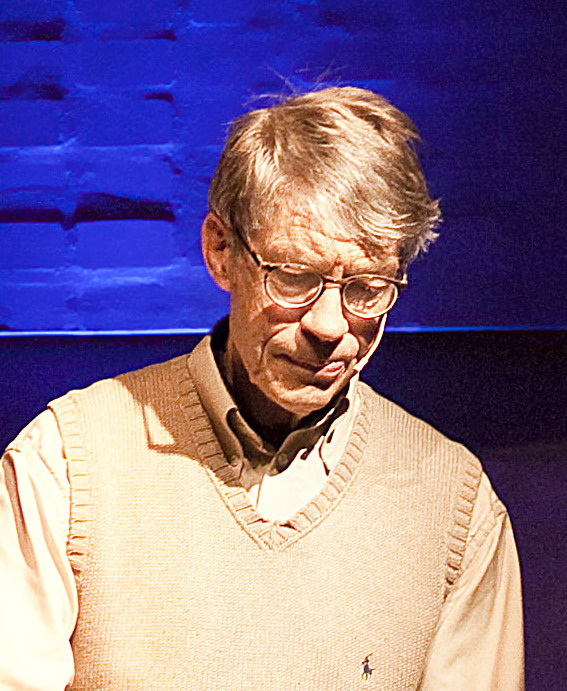
Hans Fredrik Dahl, 2010

Hans Fredrik Dahl (* 16. Oktober 1939 in Oslo) ist ein norwegischer Historiker, Sachbuchautor, Journalist und Medienforscher. Er arbeitet über den Faschismus und den Zweiten Weltkrieg in Norwegen sowie über die Massenmedien. Seit den 1970er Jahren haben seine kontroversen Standpunkte rege Diskussionen ausgelöst. 1978–1985 war er Kulturredakteur beim Dagbladet, 1988–2009 Professor für Medien und Kommunikation an der Universität Oslo. International am meisten beachtet wurde seine zweibändige Biografie von Vidkun Quisling (1991 bzw. 1992; englische Ausgabe 1999). Hans Fredrik Dahl ist Mitglied der Norwegischen Akademie der Wissenschaften und wurde 2025 zum Ritter 1. Klasse des Königlich Norwegischen Sankt-Olav-Ordens ernannt.

## Leben

### Familie
Hans Fredrik Dahl ist der Sohn des Ingenieurs Jacob Dahl (* 17. September 1899; † 19. November 1968) und der Sophie Harbitz (* 15. November 1901; † 14. September 1989). Sein älterer Bruder Jacob (1935–2018) konvertierte als Zwanzigjähriger zum Katholizismus und trat 1957 in den Kartäuserorden ein, wo er unter dem Namen Dom Filip in Klöstern in Frankreich und den Vereinigten Staaten im selbstgewählten Schweigen lebte.
Hans Fredrik Dahl war zwei Mal verheiratet. 1960 ehelichte er die Juristin und Hochschulprofessorin Tove Thiis Stang (* 9. November 1938 in Oslo; † 11. Februar 1993 auf Larsbråten), Tochter des klassischen Philologen und Publizisten Nic. Stang (1908–1971) und der Kunsthistorikerin Ragna Thiis (1909–1978). Dieser Ehe entsprangen zwei Töchter und vier Enkelkinder. Ab dem Ende der 1980er Jahre lebte das Paar auf dem von Dahl geerbten Gutshof Larsbråten in Aurskog-Høland (Akershus).
1996, drei Jahre nach dem frühen Krebstod von Tove Stang Dahl, verehelichte Hans Fredrik sich mit der Kunsthistorikerin Elisabeth Elster, geborene Jensen (* 20. Oktober 1937; † 29. April 2012), Tochter des Disponenten Thorleif Rantzau Jensen (1891–1976) und der Eva Collett Müller (1902–1984).
Dahl war seit seiner Zeit als Student in den 1950er Jahren Marxist und „Kulturradikaler“ mit kritischem Abstand zur Religion. Trotzdem verstand er sich mit seinem Mönchsbruder und veröffentlichte 2005 Zum Schweigen berufen, ein Buch für und mit Dom Filip. Ein Jahr später erkrankte Hans Fredrik schwer, und beschloss danach, selbst katholisch zu werden.
Hans Fredrik Dahl ist der Enkel des Pathologen und Rechtsmediziners Francis Harbitz (1867–1950) und der Cousin des Historikers Francis Sejersted (1936–2015).

### Jugend
Hans Fredrik Dahl (1970)
CC BY-NC-ND 3.0, oslobilder.no, Foto Kåre Nymark

Link zum Bild

Hans Fredrik Dahl, Spross „einer wohlhabenden bürgerlichen Familie“, legte 1958 sein Abitur (Examen artium) ab. Als Student war er ein Teil der Radikalen, die sich gegen die etablierte Arbeiderpartiet, gegen NATO und Atomwaffen und gegen den Beitritt Norwegens zur EWG aussprachen und sich ab 1961 in der Sosialistisk Folkeparti (und später in der Sosialistisk Venstreparti) sammelten. Dahl war Mitarbeiter der Parteizeitungen Orientering (1963–1973) und Kontrast (1965–1969). 1963 wurde er zum Vorsitzenden Det norske Studentersamfund (Norwegischer Studentenverein) gewählt, als dieser eine seiner Blütezeiten erlebte.
Im 1964 gegründeten linksradikalen Pax Forlag fand Hans Fredrik Dahl eine geistige Heimat. Dort „gehörte er zum inneren Kreis“ des Verlags, war der erste Herausgeber von Kontrast und der Redakteur der mehrbändigen Enzyklopädie PaxLeksikon (1977–1983). Auch seine frühen Bücher erschienen in diesem Verlag, der ihn bis 1969 als Forlagsredaktør und noch bis 1973 als Mitarbeiter beschäftigte.
1969 schloss Dahl das Studium der Geschichte mit dem Magistertitel (Cand. philol.) ab. Er wurde als Stipendiat (wissenschaftlicher Mitarbeiter) beim Norwegischen Rundfunk (NRK) angestellt (1970–1976). Mit Hallo - Hallo!, einer Arbeit über die Geschichte des NRK vor dem Zweiten Weltkrieg, wurde er 1975 zum Dr. philos. promoviert. In den Folgejahren veröffentlichte Dahl nicht nur weitere Bücher über Rundfunkgeschichte, er blieb dem NRK auch als Mitglied der Ethikkommission (seit 1984) bzw. des Rundfunkrats (seit 1985) verbunden.

### Journalist und Professor
In den Jahren 1978–1985 war Dahl Kulturredakteur bei Dagbladet und in dieser Funktion „setzte er die liberale Linie der Zeitung fort und trug dazu bei, Dagbladets Position als führende Kulturzeitung zu erhalten.“ Nach 1985 schrieb er noch regelmäßige Kolumnen für die Zeitung, und seit 1996 ist er Mitglied des Verwaltungsrats von Dagbladet.
Von 1988 bis zu seiner Emeritierung 2009 war Hans Fredrik Dahl Professor für Medienwissenschaft an der Universität Oslo, zunächst als Professor II (Adjunct Professor), und ab 1991 als ordentlicher Professor. Gleichzeitig bzw. danach war er als Professor II an der Handelshøyskolen BI (2001–2003) und an der Høgskulen i Volda (2012–2015) tätig. Ab Ende der 1980er Jahre führt er zusätzlich den ererbten Familienbetrieb in Larsbråten.
„Dahls Kombination aus akademischer Arbeit und Journalismus ist in Norwegen ungewöhnlich. Sie hat seinen umfangreichen Beitrag zur norwegischen Zeitgeschichte gefördert. Im Dagbladet erreichte er dank seiner eleganten Feder eine große Leserschaft und erregte mit seinen oft kontroversen Ansichten Widerspruch.“
So auch im Frühjahr 1997, als Dahl den britischen Historiker David Irving für dessen kritische Behandlung der Quellen lobte, trotz Irvings unverhohlener Sympathie für den Nationalsozialismus. Dahl wurde deswegen von seinen Kollegen wütend angegriffen: Odd-Bjørn Fure verfasste gegen ihn das Pamphlet Kampen mot glemselen (Kampf gegen das Vergessen). Ein Mitprofessor setzte die Verleumdung in die Welt, Hans Fredrik Dahl sei das Kind „eines bekannten Nazis und würde dies tun, um seine Familie zu entlasten.“
Nachdem David Irving im Prozess gegen Deborah Lipstadt sein persönliches Archiv öffnen musste, und seine Tagebücher und Aufzeichnungen die Fragwürdigkeit seiner Arbeitsmethoden offenlegten, revidierte Hans Fredrik Dahl sein Urteil: „Ich habe mich in meiner früheren Meinung über David Irving geirrt.“ „Das Gericht befand, dass er ein Geschichtsfälscher war, der von einer versteckten Absicht getrieben wurde, Hitler wieder auferstehen zu lassen und die Judenverfolgung durch die Nazis zu erklären. Das Urteil hatte eine verheerende Wirkung auf Irvings Ruf als Autor.“

### Themen
Hans Fredrik Dahl (1987)
Ein sehr bekanntes Foto, das auch für den Umschlag von Dahls Min mediehistorie (2022) verwendet wurde.
Dahl beschreibt sich selbst als: „Ein stämmiger Kerl in Kordhosen, der vielleicht etwas mehr den Mund halten sollte!“ (2001)

Link zum Bild

Dahls akademische Arbeit verteilt sich auf zwei Bereiche. Der erste ist die Geschichte des Faschismus, Nationalsozialismus und der Nasjonal Samling, mit dem Schwerpunkt des Zweiten Weltkriegs in Norwegen. Dahl verbindet die Untersuchung der verschiedenen Varianten der nationalsozialistischen Ideologie, ihrer Symbolik und ästhetischen Wirkung, mit einer harschen Kritik der beschönigenden Beurteilung der norwegischen Kollaboration durch die gegenwärtige Publizistik: „Viele Menschen haben sich provoziert gefühlt – es ist Teil unserer Identität zu denken, dass wir alle im Krieg gekämpft haben, auf der richtigen Seite, und dass diejenigen, die verloren haben, nur ein paar Leute waren, die wir vergessen können. Aber das ist nicht nur in Norwegen so.“ (Dahl, 2001).
Dahls zweibändige Biografie von Vidkun Quisling (1991 bzw. 1992; englische Ausgabe 1999) ist sein wichtigstes und international am meisten beachtetes Werk. Er schildert die komplexe Gedankenwelt Quislings (die dieser selbst als Universalismus bezeichnet hatte) und charakterisiert ihn als „ein außergewöhnliches, aber einseitiges Talent, das sich in sehr umfangreiche, aber völlig dilettantische philosophische Spekulationen vertiefen und sein Handeln realitätsfern rechtfertigen konnte.“
Dahls zweiter Schwerpunkt ist die Mediengeschichte, für die er auch seinen Lehrstuhl innehatte. Er hat die Geschichte des NRK von den ersten Radiosendungen in den 1920er Jahren über das erste Fernsehen um 1960 bis zum Verlust der Monopolstellung in den frühen 1980er Jahren dargestellt. Mehr als die technische Entwicklung interessiert ihn die Veränderung der gesellschaftlichen Stellung des NRK: „Privater Rundfunk in der Anfangszeit, seine Position als nationaler Brennpunkt während des Krieges, ein Einkanal-Instrument für die öffentliche Bildung in der Nachkriegszeit und dann eine ‚öffentlich-rechtliche‘ Institution in einem intensiven Wettbewerb.“
Dahls vierbändige Geschichte der norwegischen Presse (1660–2010), mit Mitautoren verfasst und 2010 erschienen, gilt als Standardwerk für dieses Thema, und ist 2016 in einer gekürzten englischen Ausgabe veröffentlicht worden. Eine Norwegische Mediengeschichte hatte bereits 2003 das zu Dahls Lehrstuhl gehörende Fach zur Gänze abgedeckt.

### Würdigung
Hans Fredrik Dahl (2010)
Foto: Berit Roald, NTB

Link zum Bild

In seinen jungen Jahren, als „er eine zentrale Figur des linken Flügels war“, war er als Zeithistoriker von den Befreiungsbewegungen der 1960er Jahre fasziniert. Anlässlich der Verleihung des Fritt Ords honnør an Dahl erinnerte die Laudatio auch an die Irving-Affäre: „He has weathered numerous public storms, and has also demonstrated an ability and willingness to change his mind and apologise.“ „Um die Jahrtausendwende entwickelte er sich zu einer Entdeckerpersönlichkeit mit eindeutig liberalen Wurzeln, die nach Paradoxien in Politik und Ideen sucht und eine ungewöhnliche Bereitschaft zeigt, ‚politisch unkorrekt‘ zu sein.“ In jüngster Zeit (2019) hat Dahl auch Bücher über seinen neuen katholischen Glauben und sein Interesse an Musik veröffentlicht.
Als Hans Fredrik Dahl im April 2025 der Sankt-Olav-Orden (im Range eines Ritters 1. Klasse) verliehen wurde, reagierte er überwältigt: „Ich habe mich immer als Dissident und nicht als Teil der guten Gesellschaft betrachtet – aber jetzt! Wenn der Zweck darin besteht, den Empfänger zum Schweigen zu bringen, ist es auch nicht so schlimm, da diese Ehrung in meinem hohen Alter erfolgt. Also, vielen Dank, Norwegen!“

## Ehrungen
- Fritt Ords honnør, 2000[17]
- Mitglied der Norwegischen Akademie der Wissenschaften, 2007[8]
- Sverre Steen-prisen (Den norske historiske forening), 2007[18]
- Fritt Ords honnør, 2019[12]
- Ritter 1. Klasse des Königlich Norwegischen Sankt-Olav-Ordens, 29. April 2025, „für seinen Beitrag zur norwegischen Gesellschaft.“[19]

## Werke (Auswahl)

### Als Autor
- Norge mellom krigene. Det norske samfunn i krise og konflikt 1918–1940. (Norwegen zwischen den Kriegen. Die norwegische Gesellschaft in Krise und Konflikt 1918–1940.) Pax, Oslo 1971, ISBN 8253003064.
- Hva er fascisme? Et essay om fascismens historie og sosiologi. (Was ist Faschismus? Ein Essay über die Geschichte und Soziologie des Faschismus.) Pax, Oslo 1972, ISBN 8253004788.
- Massekommunikasjon. En bok om massemedienes vekst og virkninger. (Massenkommunikation. Ein Buch über das Wachstum und die Auswirkungen der Massenmedien.) Gyldendal, Oslo 1973, ISBN 8205059039.
- Hallo – Hallo! Kringkastingen i Norge 1920–1940. (Hallo – Hallo! Der Rundfunk in Norwegen 1920–1940.) (Dissertation) Cappelen, Oslo 1975, ISBN 8202031567 bzw. 8202031559.
- (Mit Marion Dybing:) «Dette er London». NRK i krig 1940–1945. („Das ist London“. NRK im Krieg 1940–1945.) Cappelen, Oslo 1978, ISBN 8202039290 bzw. 8202039282.
- (Mit Bernt Hagtvet, Guri Hjeltnes:) Den norske nasjonalsosialismen. Nasjonal Samling 1933–1945 i tekst og bilder. (Der norwegische Nationalsozialismus. Nasjonal Samling 1933–1945 in Text und Bild.) Pax, Oslo 1982, ISBN 8253011717 bzw. 8257401722.
- Vidkun Quisling.
  - Vidkun Quisling. En fører blir til. (Vidkun Quisling. Ein Anführer ist geboren.) Aschehoug, Oslo 1991, ISBN 8257409049 bzw. 8203156320.
  - Vidkun Quisling. En fører for fall. (Vidkun Quisling. Ein Führer im Niedergang.) Aschehoug, Oslo 1992, ISBN 8257409782 bzw. 8203169600.
  - (Schwedische Ausgabe in einem Band:) Vidkun Quisling. En norsk tragedi. (Übersetzung: Hans O. Sjöström) Norstedts, Stockholm 1993.
  - (Englische Ausgabe in einem Band:) Quisling. A study in treachery. (Übersetzung: Anne-Marie Stanton-Ife) Cambridge University Press, Cambridge 1999, ISBN 0521496977.
- (Mit Henrik Grue Bastiansen, Bente Rannveig Hansen:) Over til Oslo. NRK som monopol 1945–1981. (Hinüber nach Oslo. NRK als Monopolunternehmen 1945–1981.) Cappelen, Oslo 1999, ISBN 8202176441.
- De store ideologienes tid 1914–1955. (Die Ära der großen Ideologien 1914–1955.) (Band 5 von Trond Berg Eriksen und Øystein Sørensen (Hrsg.): Norsk idéhistorie.) Aschehoug, Oslo 2001, ISBN 8203224857.
- (Mit Henrik Grue Bastiansen:) Norsk mediehistorie. (Norwegische Mediengeschichte.) Universitetsforlaget, Oslo 2003, ISBN 8215003257.
- (Mit Øystein Sørensen:) Et rettferdig oppgjør? Rettsoppgjøret i Norge etter 1945. (Eine gerechte Lösung? Die rechtliche Regelung in Norwegen nach 1945.) Pax, Oslo 2004, ISBN 8253027087.
- (Mit Filip (Jacob) Dahl:) Kalt til stillhet. Min bror Dom Filip. (Zum Schweigen berufen. Mein Bruder Dom Filip.) Solum, Oslo 2005, ISBN 8256014857.[10]
- (Mit Tore Helseth:) To knurrende løver. Kulturpolitikkens historie 1814–2014. (Zwei knurrende Löwen. Die Geschichte der Kulturpolitik 1814–2014.) Universitetsforlag, Oslo 2006, ISBN 9788215008196.
- (Mit Martin Eide, Guri Hjeltnes, Rune Ottosen:) Norsk presses historie (1660–2010). (Die Geschichte der norwegischen Presse (1660–2010).) 4 Bände, Universitetsforlaget, Oslo 2010
  - Band 1: En samfunnsmakt blir til. 1660–1880. (Die Geburt einer sozialen Macht. 1660–1880.) ISBN 9788215015514 bzw. 9788215016139.
  - Band 2: Parti, presse og publikum. 1880–1945. (Partei, Presse und Publikum. 1880–1945.) ISBN 9788215016139 bzw. 9788215015651.
  - Band 3: Imperiet vakler. 1945–2010. (Das Imperium schwankt. 1945–2010.) ISBN 9788215016054 bzw. 9788215016139.
  - Band 4: Norske aviser fra A til Å. (Norwegische Zeitungen von A bis Z.) ISBN 9788215016047 bzw. 9788215016139.
  - (Englische Ausgabe in einem Band:) A history of the Norwegian press, 1660–2015. Palgrave Macmillan, Basingstoke 2016, ISBN 978-1-137-58025-2.
- Fra Pax til paven. Minner om meninger. (Von Pax zum Papst. Erinnerungen an Meinungen,) (Autobiografie) Aschehoug, Oslo 2012, ISBN 9788203293474.
- Quislings nettverk. (Quisling's Netzwerk.) Aschehoug, Oslo 2015, ISBN 9788203295492.
- Krigen som aldri tar slutt. Én historie – mange fortellinger. (Der Krieg, der niemals endet. Eine Geschichte – viele Geschichten.) Aschehoug, Oslo 2017, ISBN 9788203296796.
- Populære melodier. Pianonoter i Norge gjennom 100 år. (Beliebte Melodien. Klaviernoten in Norwegen durch 100 Jahre.) Pax, Oslo 2019, ISBN 9788253040554.
- Min mediehistorie. (Meine Mediengeschichte.) (Essay) Pax, Oslo 2022, ISBN 9788253043210.

### Als Herausgeber/Redakteur
- (mit Einhart Lorenz:) Solidaritet. Anti-imperialistisk årbok fra Pax forlag. (Solidarität. Antiimperialistisches Jahrbuch des Pax-Verlags.) Pax, Oslo 1969.
- PaxLeksikon., 7 Bände, Pax, Oslo 1978–1983.
  - Band 1: A–B. 1978, ISBN 8253009755 bzw. 8253009836.
  - Band 2: C–G. 1979, ISBN 8253009836 bzw. 8253009763.
  - Band 3: H–Ks. 1979, ISBN 8253009836 bzw. 8253009771.
  - Band 4: Ku–N. 1980, ISBN 8253009798 bzw. 8253009836.
  - Band 5: O–Sn. 1980, ISBN 8253009836 bzw. 8253009801.
  - Band 6: So-Å, Register. 1981, ISBN 8253009836 bzw. 8253009828.
  - Band 7: Fakta om krig og fred. 1983, ISBN 8253012888 bzw. 8253012896.
- Norsk krigsleksikon 1940–45. (Norwegisches Kriegslexikon 1940–45.) Cappelen, Oslo 1995, ISBN 8252525490 bzw. 8202141389.
- (Jacob Dahl:) Karteuseren. Tekster fra min bror Dom Filip. (Die Kartäuser. Texte von meinem Bruder Dom Filip.) St. Olav forlag, Oslo 2019, ISBN 9788270243655.